# Kalikadevi
Kalikadevi (en népalais : कालिकादेवी) est un comité de développement villageois du Népal situé dans le district d'Okhaldhunga. Au recensement de 2011, il comptait 2 036 habitants.